# Kurt-Bittel-Preis für Süddeutsche Altertumskunde
Seit 1989 vergibt die Stadt Heidenheim den Kurt-Bittel-Preis für Süddeutsche Altertumskunde, mit dem alle zwei Jahre herausragende Forschungsleistungen im Bereich der Vor- und Frühgeschichte Süddeutschlands ausgezeichnet werden. Der Preis ist mit 5500 Euro dotiert, die Jury setzt sich aus Fachvertretern und dem Heidenheimer Bürgermeister zusammen. Der Preis erinnert an den Heidenheimer Archäologen Kurt Bittel. Bittel war Ehrenbürger der Stadt.

## Preisträger
- 1989: Michael Mackensen
- 1991: Wolfram Schier: „Die vorgeschichtliche Besiedlung im südlichen Maindreieck“
- 1993: Rupert Gebhard: „Die Fibeln aus dem Oppidum von Manching“
- 1995: Dirk Krausse: „Das Trink- und Speiseservice aus dem späthallstattzeitlichen Fürstengrab von Eberdingen-Hochdorf (Krs. Ludwigsburg)“
- 1997: Folke Damminger: „Merowingerzeit im Kraichgau“
- 1999: Michael Strobel: „Die Schussenrieder Siedlung Taubried I“
- 2001: Michael Schefzik: „Die metallzeitliche Besiedlungsgeschichte der Münchner Schotterebene“
- 2003: Rainer Schreg: „Archäologische Studien zur Genese des mittelalterlichen Dorfes in Südwestdeutschland. Eine Fallstudie: Die mittelalterliche Besiedlung des Renninger Beckens“
- 2005: Sabine Kas: „Enkering-Gatzäcker. Eine Siedlung der späten Urnenfelder- und der Hallstattzeit mit Grabenanlage“
- 2007: Jörg Drauschke: „Studien zur Distribution von Waren im östlichen Merowingerreich des 6. und 7. Jhs. anhand orientalischer und lokaler Produkte“
- 2009: Timo Seregély: „Wattendorf-Motzenstein. Eine schnurkeramische Siedlung auf der Nördlichen Frankenalb. Studien zum dritten vorchristlichen Jahrtausend in Nordostbayern.“
- 2011: Christian Later: „Die Propstei Solnhofen im Altmühltal. Untersuchungen zur Baugeschichte der Kirche, zur Inszenierung eines früh- und hochmittelalterlichen Heiligenkultes und zur Sachkultur“[1]
- 2013: Thomas Liebert: „Technik des frühen Mittelalters – Wassermühlen und sonstige Wasserbauwerke im fränkisch-bajuwarischen Grenzgebiet bei Greding, Mittelfranken“[2]
- 2015: Lukas Werther: „Komplexe Systeme im diachronen Vergleich. Ausgewählte Aspekte der Entwicklung von drei süddeutschen Kleinräumen zwischen Früh- und Hochmittelalter“[3]
- 2017: Sibylle Wolf: „Schmuckstücke – Die Elfenbeinbearbeitung im Schwäbischen Aurignacien“[4]
- 2019: Thimo Jacob Brestel: „Die Ausgrabungen in Manching-Süd von 1990 bis 2009. Studien zur Siedlungsstruktur und Befestigungsanlage des Oppidums“
- 2021: Simon Trixl, Konstanz: „Zwischen Wandel und Beständigkeit: Die Entwicklung der späteisenzeitlich-frührömischen Viehwirtschaft im Alpenraum und dem nördlichen Alpenvorland“
- 2023: Iris Nießen, Bamberg: „Donau – Ufer – Regensburg. Genese einer Ufersiedlung zum mittelalterlichen Stadtquartier. Die Ausgrabungen am Regensburger Donaumarkt 2009–2015“